# از کوچه رندان
از کوچهٔ رندان کتابی نوشته‌ی عبدالحسین زرین‌کوب است.
این اثر راه تازه‌ای به شناخت حافظ دربارهٔ زندگی و اندیشه او به خواننده ارائه می‌دهد. این کتاب، غزلیات حافظ را مورد بررسی قرار داده و خصوصیات حافظ، احوال و افکار وی را بیان و شرح می‌دارد. این کتاب اولین بار در سال ۱۳۴۹ منتشر گردید.